# Eleanor Sokoloff
Eleanor Sokoloff   (Cleveland, 16 de juny de 1914 - 12 de juliol de 2020) va ser una pianista i acadèmica estatunidenca que va formar un duo de piano amb el seu marit, Vladimir Sokoloff. Va ensenyar piano a la facultat del Curtis Institute of Music des del 1936 fins a la seva mort el 2020.

## Adolescència i educació
Nascuda a Cleveland, Ohio, Sokoloff era filla d'un barber. La seva mare era cantant aficionada i va animar els interessos musicals de la seva filla. Va començar els seus estudis amb Ruth Edwards al "Cleveland Institute of Music" als vuit anys. El 1931 es va inscriure al Curtis Institute of Music, on va estudiar piano amb David Saperton i música de cambra amb Louis Bailly.

## Carrera
Sokoloff més tard va estudiar el repertori de duo-piano amb Vera Brodsky i Harold Triggs i finalment va formar un equip de duo amb el seu marit, el pianista Vladimir Sokoloff. Vladimir també va formar part de la facultat de piano de Curtis i del 1938 al 1950 va ser el pianista de lOrquestra de Filadèlfia. Una de les seves filles, Laurie, va ser la principal piccolista de la Simfònica de Baltimore durant 47 anys. La seva altra filla, Kathy, es va convertir en directora de desenvolupament a la Settlement Music School.
Eleanor es va incorporar a la facultat de Curtis el 1936, al principi com a instructora de màsters no pianistes, i el 1950 es va convertir en membre de ple dret de la facultat de piano. Des de llavors, més de setanta-cinc dels seus estudiants han estat escollits per actuar com a solistes amb l'Orquestra de Filadèlfia. Entre els seus antics alumnes hi ha Hugh Sung, Lambert Orkis, Susan Starr, Claire Huangci, Kit Armstrong, Craig Sheppard, Keith Jarrett, Sean Kennard, Leon McCawley i Randall Hodgkinson. El 2001, en reconeixement del seu mandat, Sokoloff va rebre el premi Curtis Alumni. Va complir 100 anys el juny de 2014 i va ser elogiada en una cerimònia com "lliure de nostàlgia pels bons temps antics, tot i que encarna els estàndards més elevats de l'edat d'or". El mateix any, Curtis li va concedir un premi a la vida.

## Vida personal
Sokoloff va morir a Filadèlfia per causes naturals el 12 de juliol de 2020, a l'edat de 106 anys.